# 宮前インターチェンジ

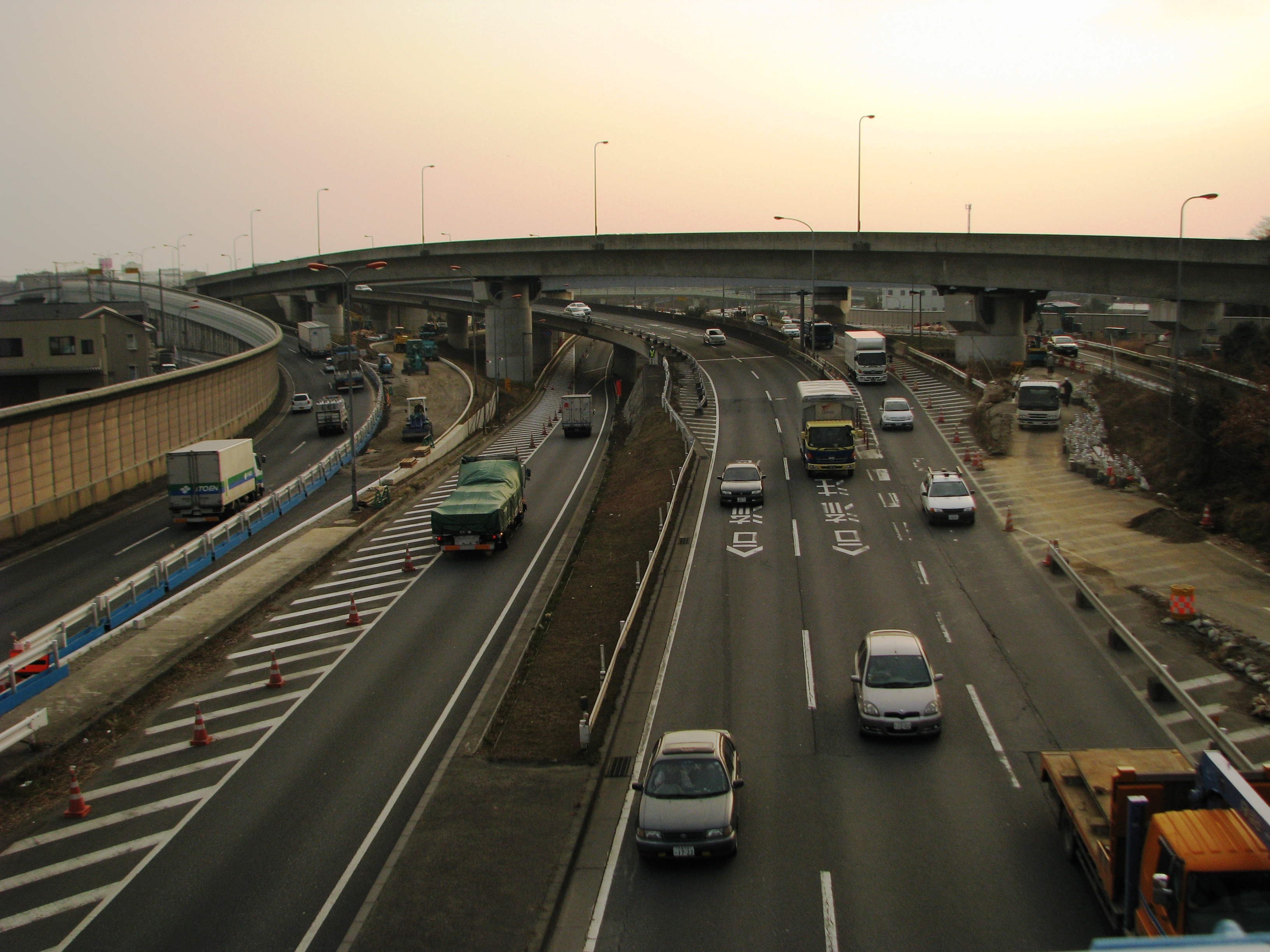
新大宮バイパス下り合流（上尾道路完成前）

宮前インターチェンジ（みやまえインターチェンジ）は、埼玉県さいたま市西区宮前町にある立体交差による一般道路のインターチェンジである。
国道16号西大宮バイパス、国道17号新大宮バイパス、国道17号上尾道路、側道で埼玉県道216号上野さいたま線と接続している。一般道路のため「インターチェンジ」となっているが、構造上、ジャンクションとなっている。
本インターチェンジの地上部を川越線がアンダーパスし、埼玉県道216号上野さいたま線が西大宮バイパスを横切る形でアウトパスしている。なお、新大宮バイパスから県道216号へ流入するには、インターチェンジ手前の側道から入る形となる。
大規模な立体交差により信号機は設置されておらず、車両は一部区間を除き法定速度のまま通過できる。

## 接続路線
- 国道16号
  - 西大宮バイパス
  - 新大宮バイパス
- 国道17号
  - 新大宮バイパス
  - 上尾道路
- 埼玉県道216号上野さいたま線

## 接続状況
現在開通済みの道路は国道16号・国道17号新大宮バイパス、国道17号上尾道路、国道16号西大宮バイパスである。当ICの東側である新大宮バイパス国道16号・国道17号共用部は片側3車線、南側である東京方面17号単独部は片側3車線、西側の西大宮バイパスは片側2車線、北側の国道17号上尾道路は片側2車線である。
国道16号・国道17号共用部と国道17号の東京方面とをつなぐ連絡線は上り下りともに片側2車線、共用部と国道16号川越方面とを結ぶ連絡線は内回り外回りともに片側1車線、国道16号川越方面と国道17号の東京方面とを結ぶ連絡線は内回り外回りともに片側1車線である。また、上尾道路への連絡線は上り方向1車線、下り方向2車線である。
上尾道路が開通した後、利用者から案内が分かりにくいという意見があったため、案内標識の改善、カラー塗装などが施された。
2022年4月4日からは首都高速新大宮上尾道路の橋梁基礎工事のため、車線減少の位置が変更されている。

## 隣
国道16号
西大宮バイパス
宮前インター西交差点 - 宮前IC
新大宮バイパス
宮前IC - 日進（南）交差点
国道17号
新大宮バイパス
大宮西警察署前交差点 - 宮前IC - 日進（南）交差点
上尾道路
宮前IC - 内野本郷交差点

## ギャラリー

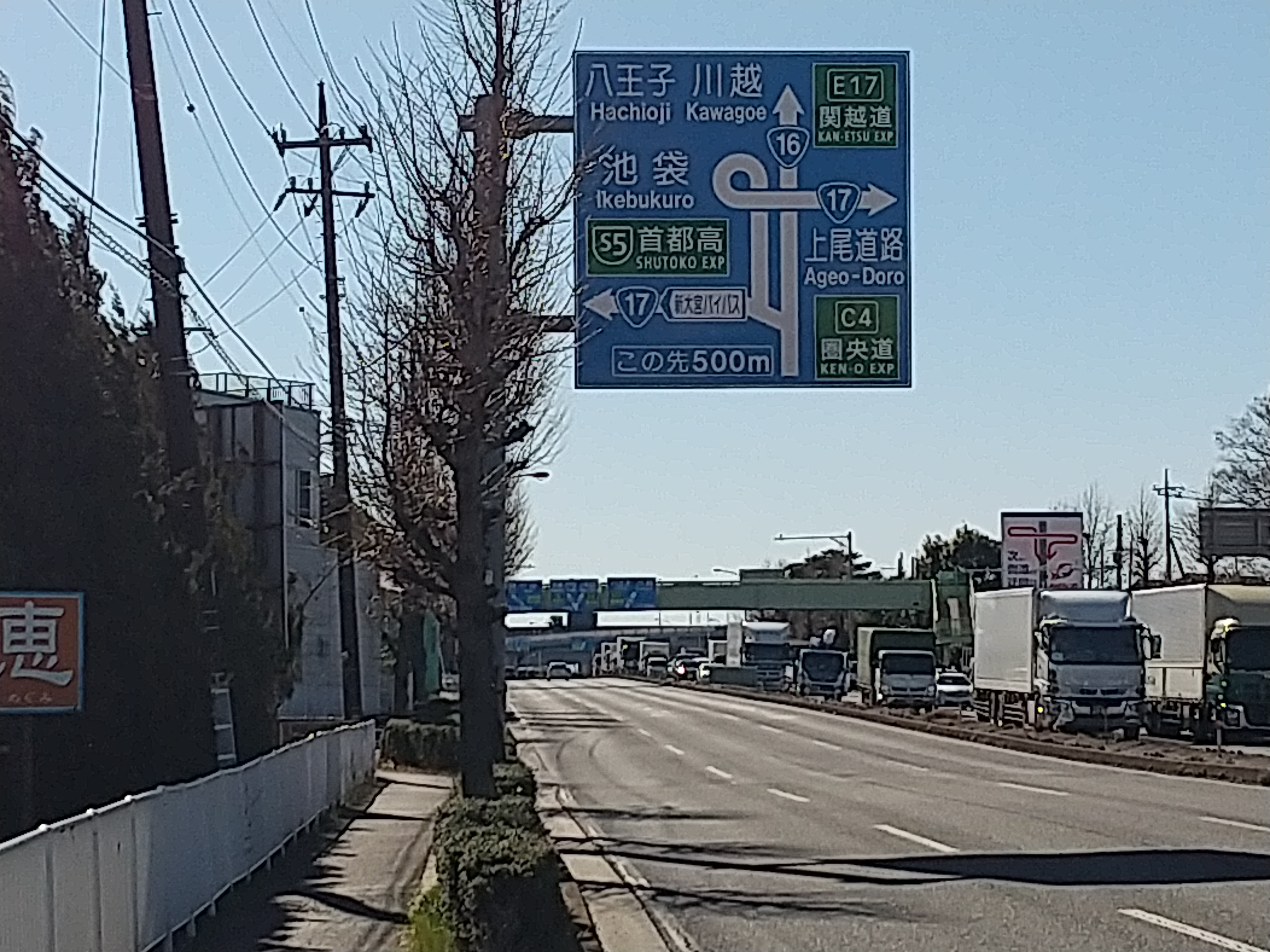
新大宮バイパス上りから
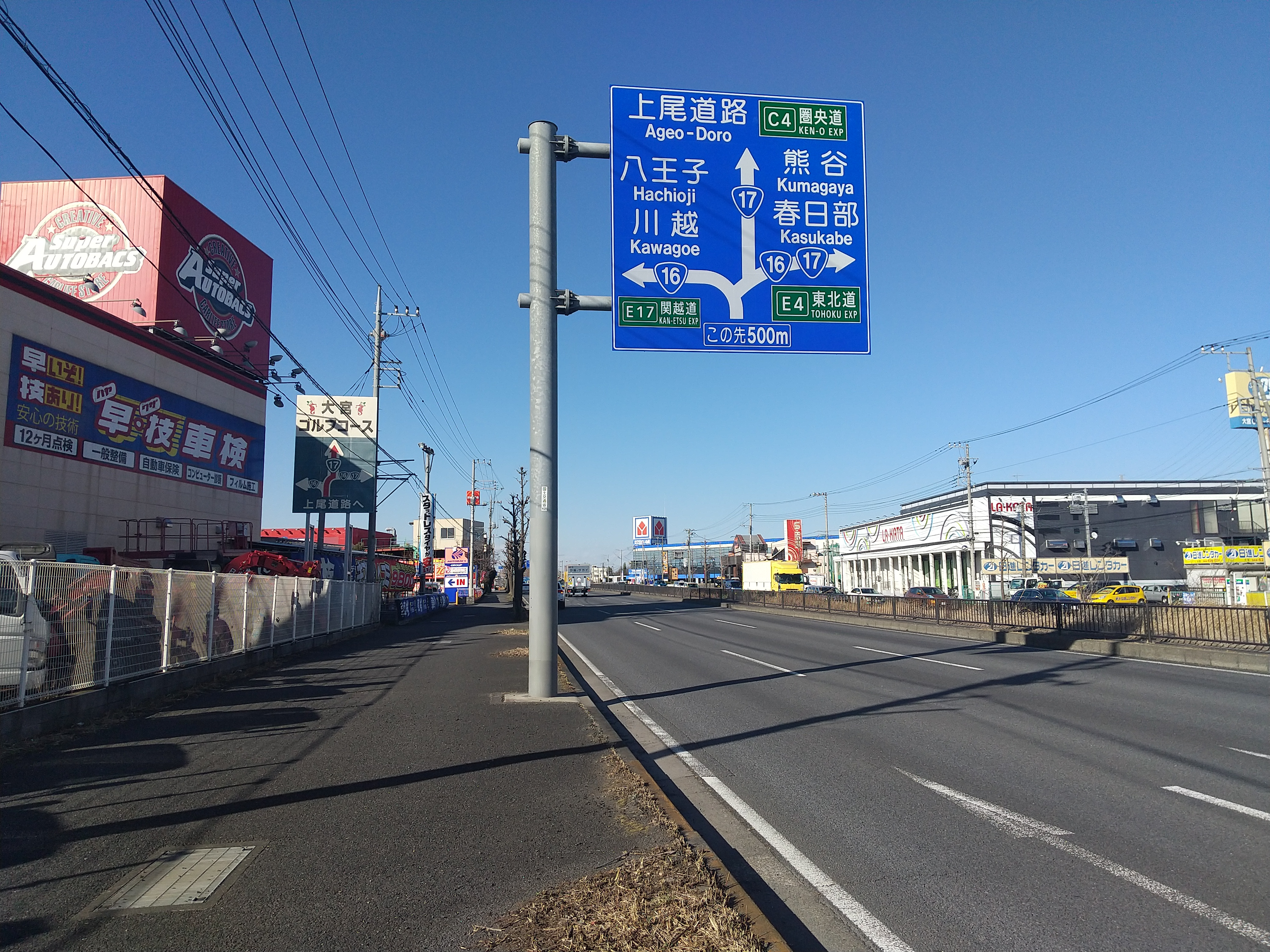
新大宮バイパス下りから
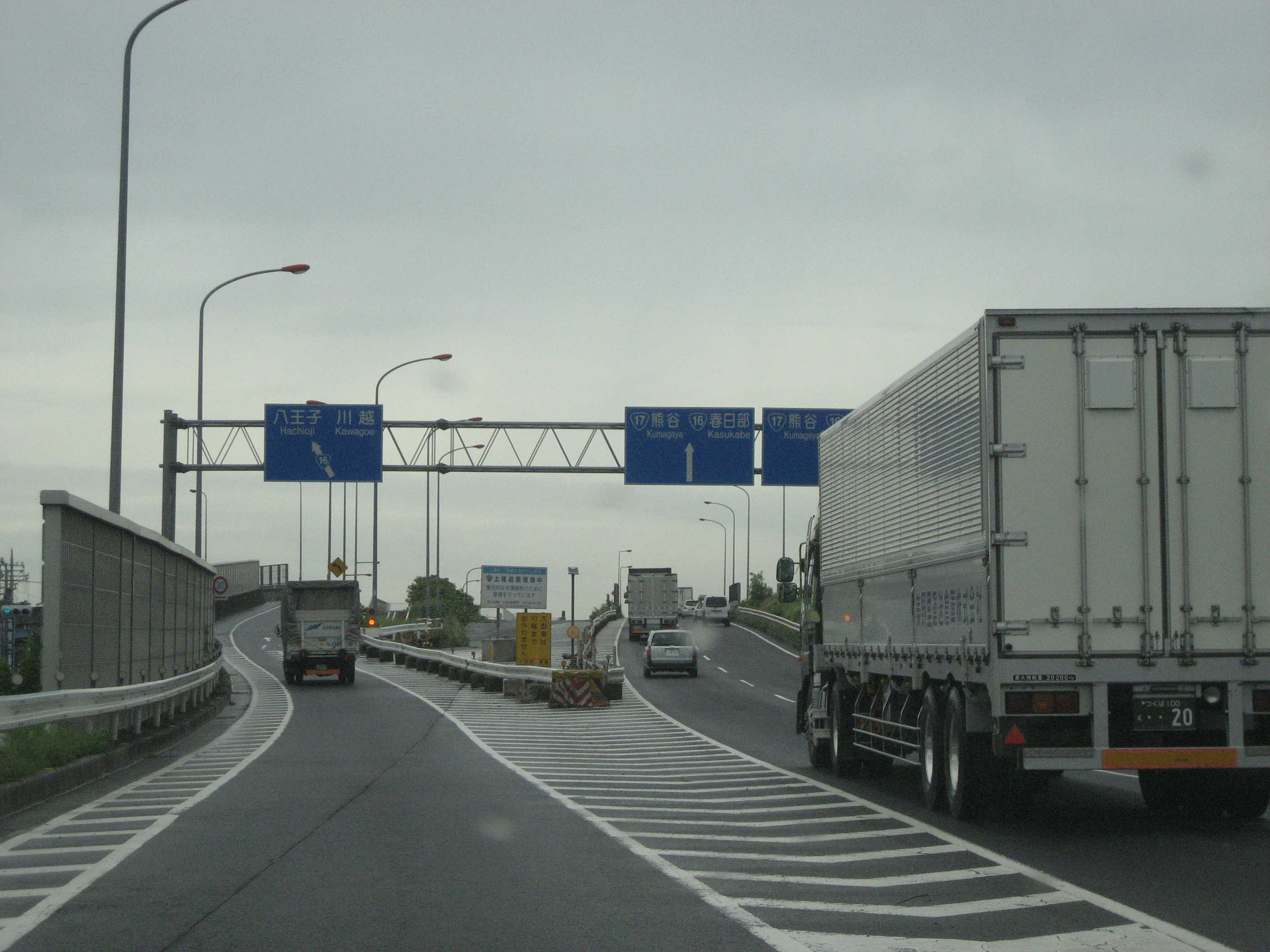
新大宮バイパス下り分岐（上尾道路開通前）
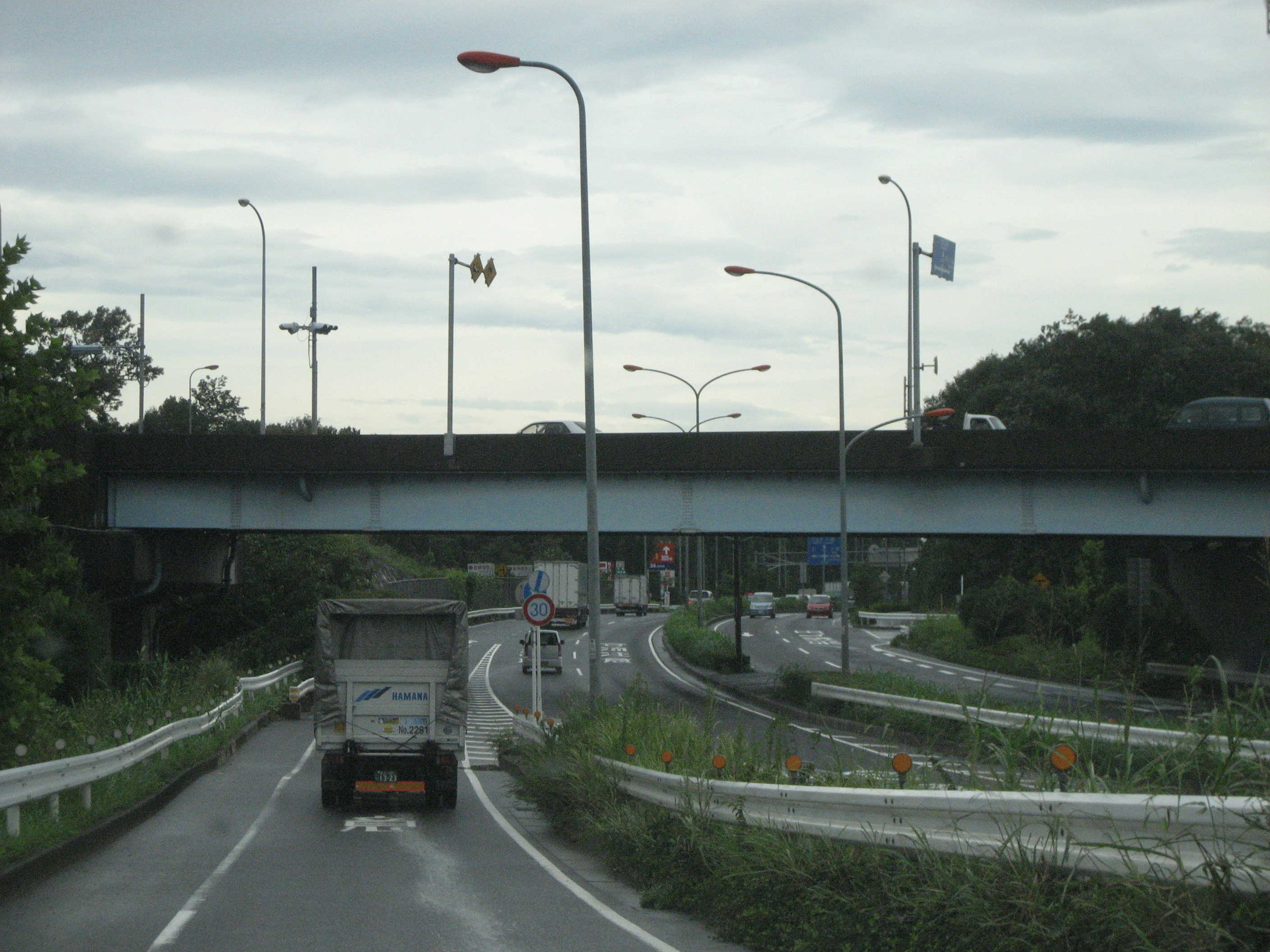
西大宮バイパス川越方面合流部（前方の高架は県道216号）
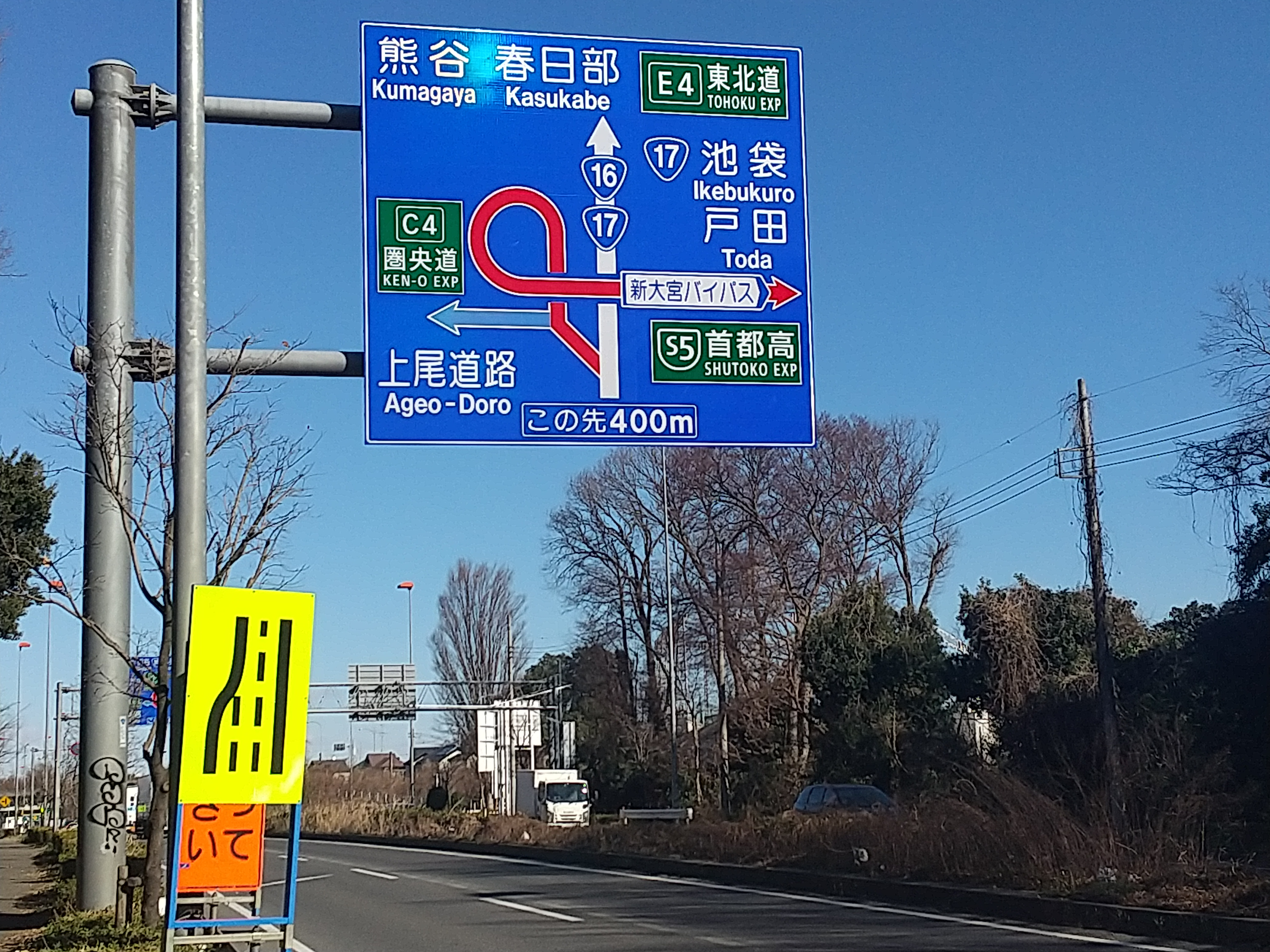
西大宮バイパスからみた宮前インターチェンジ（赤は新大宮バイパス、青は上尾道路に至る）
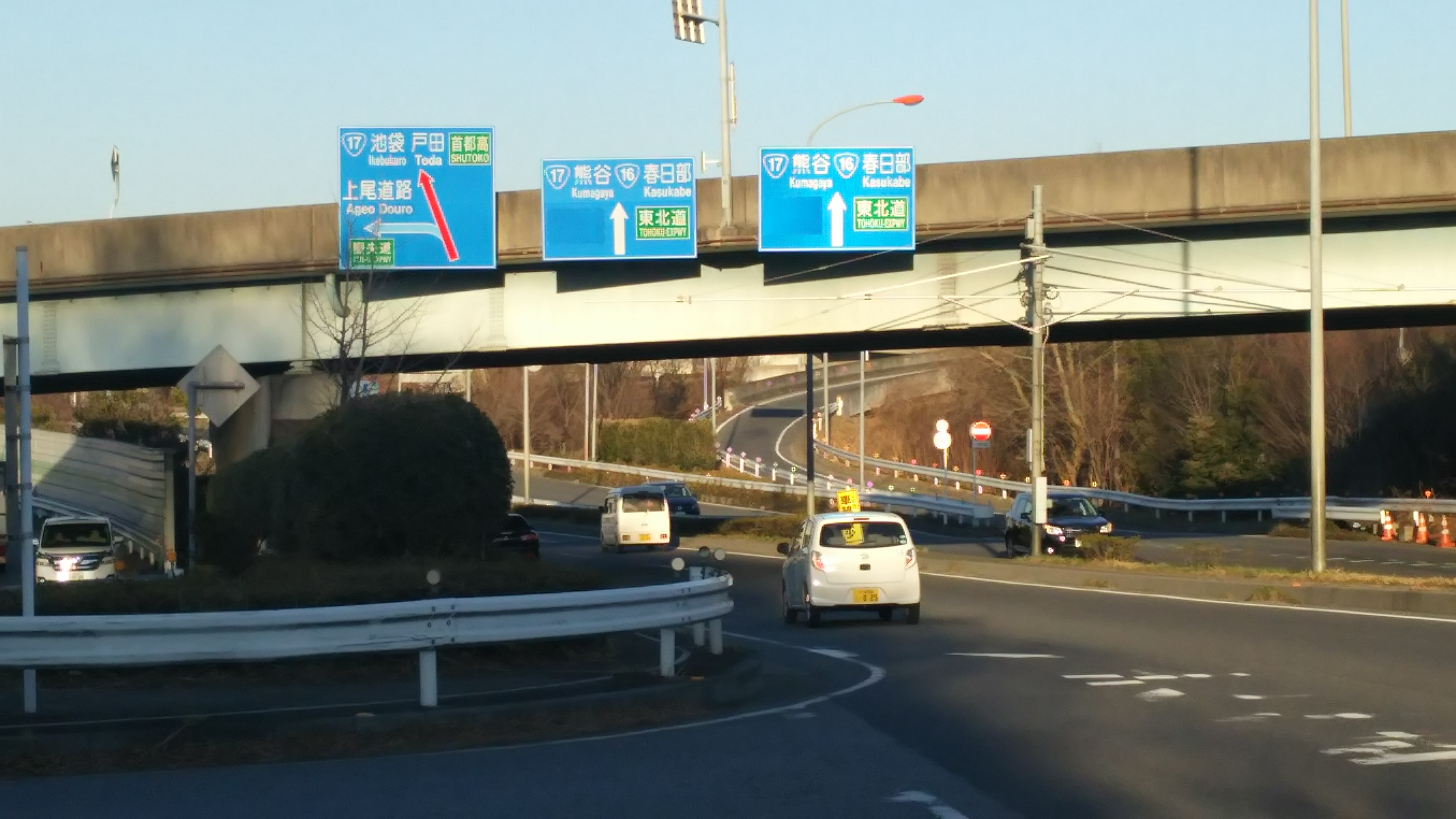
西大宮バイパスから
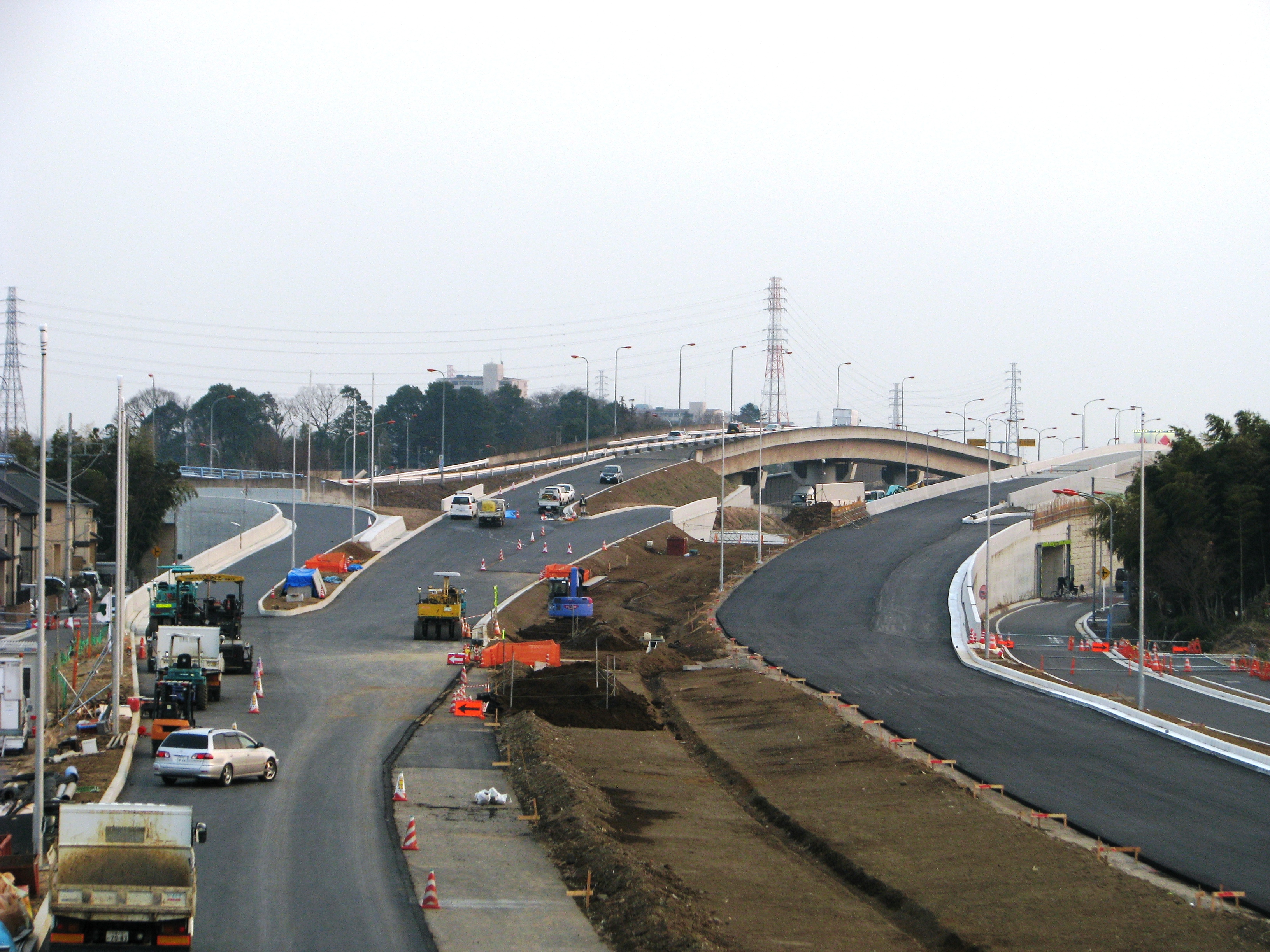
上尾道路からみた宮前インターチェンジ（開通前）
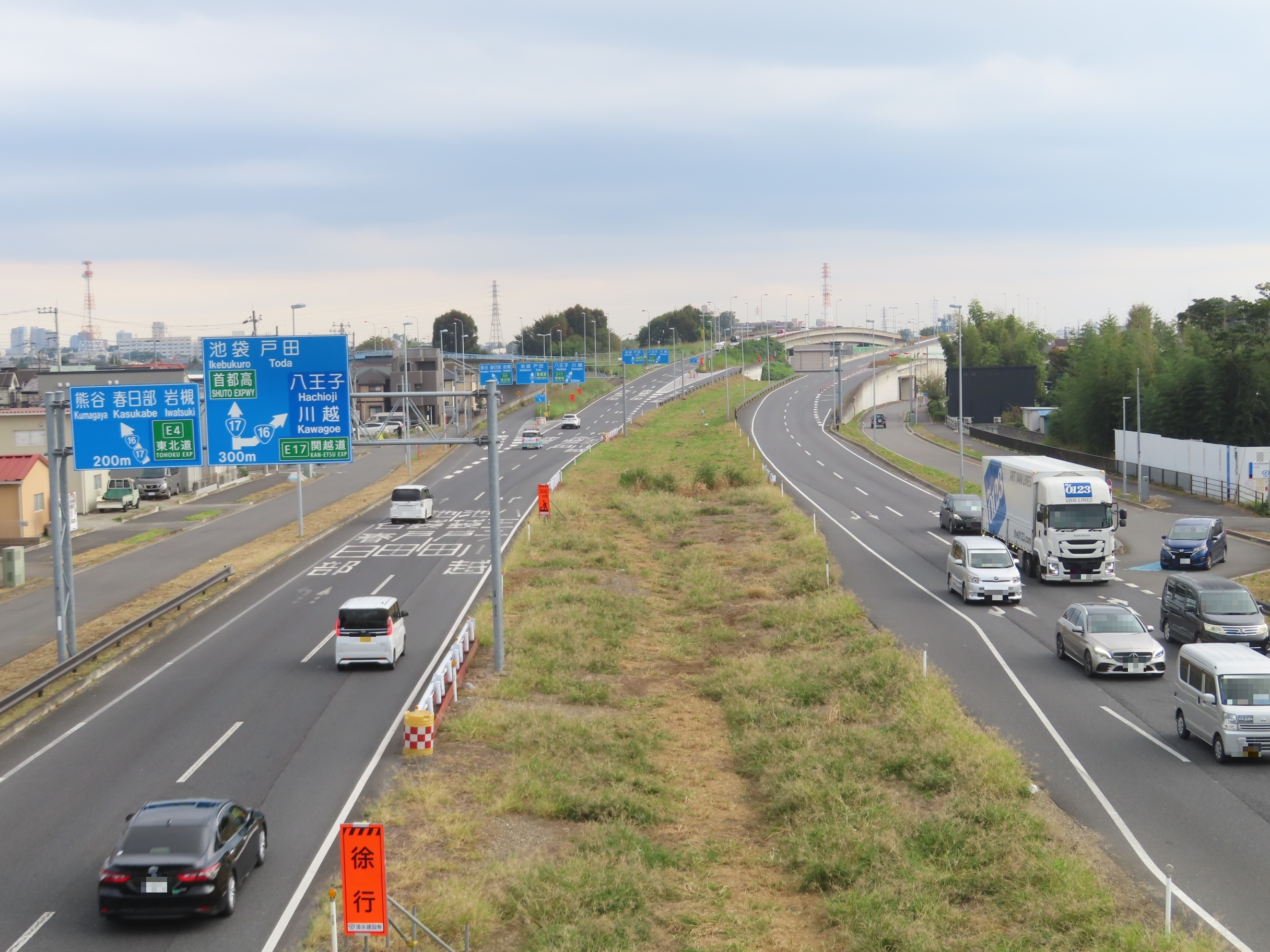
上尾道路から見た宮前インターチェンジ（4車線化後）
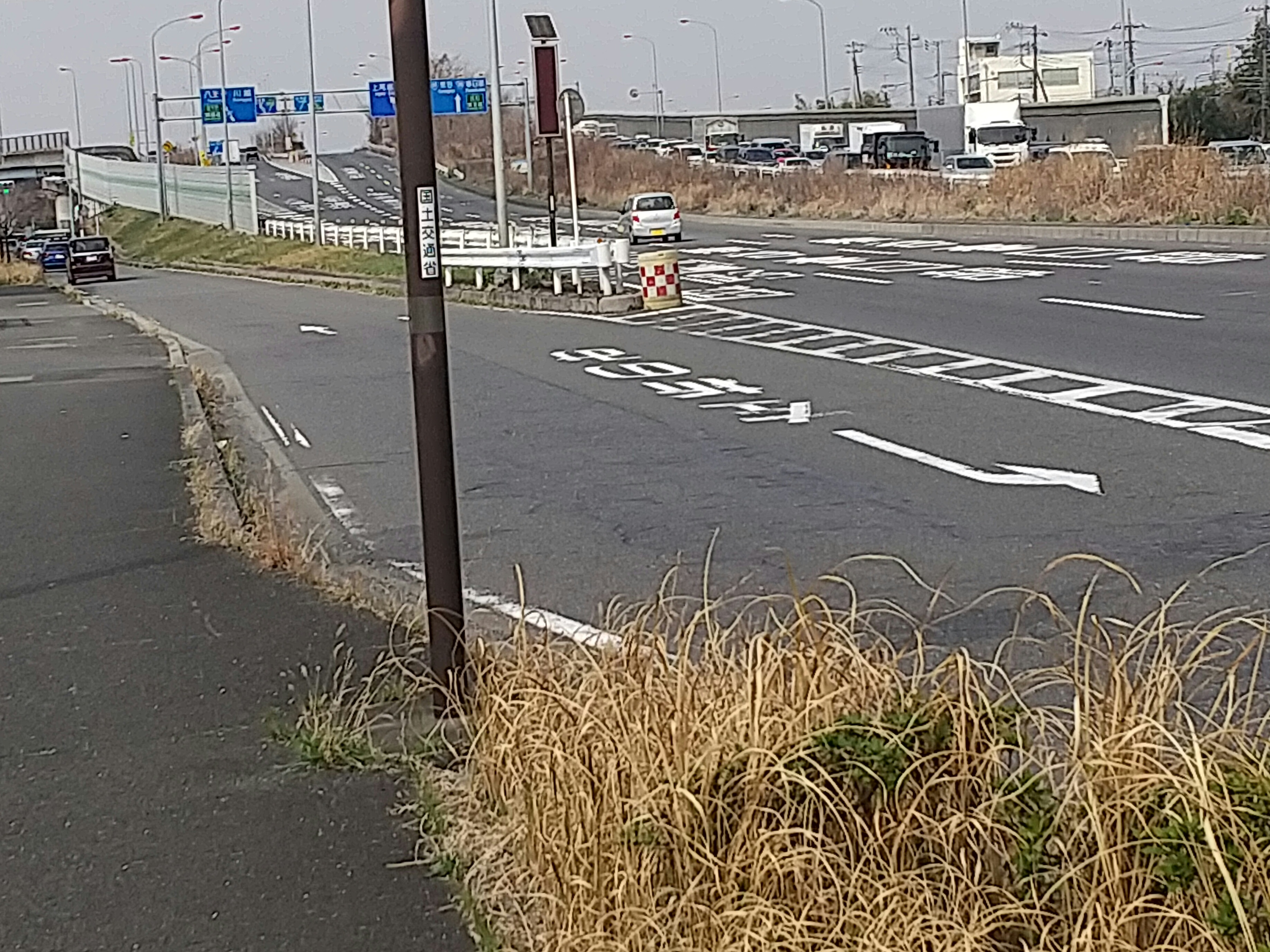
埼玉県道216号への分岐地点（国道17号新大宮バイパス側から撮影）
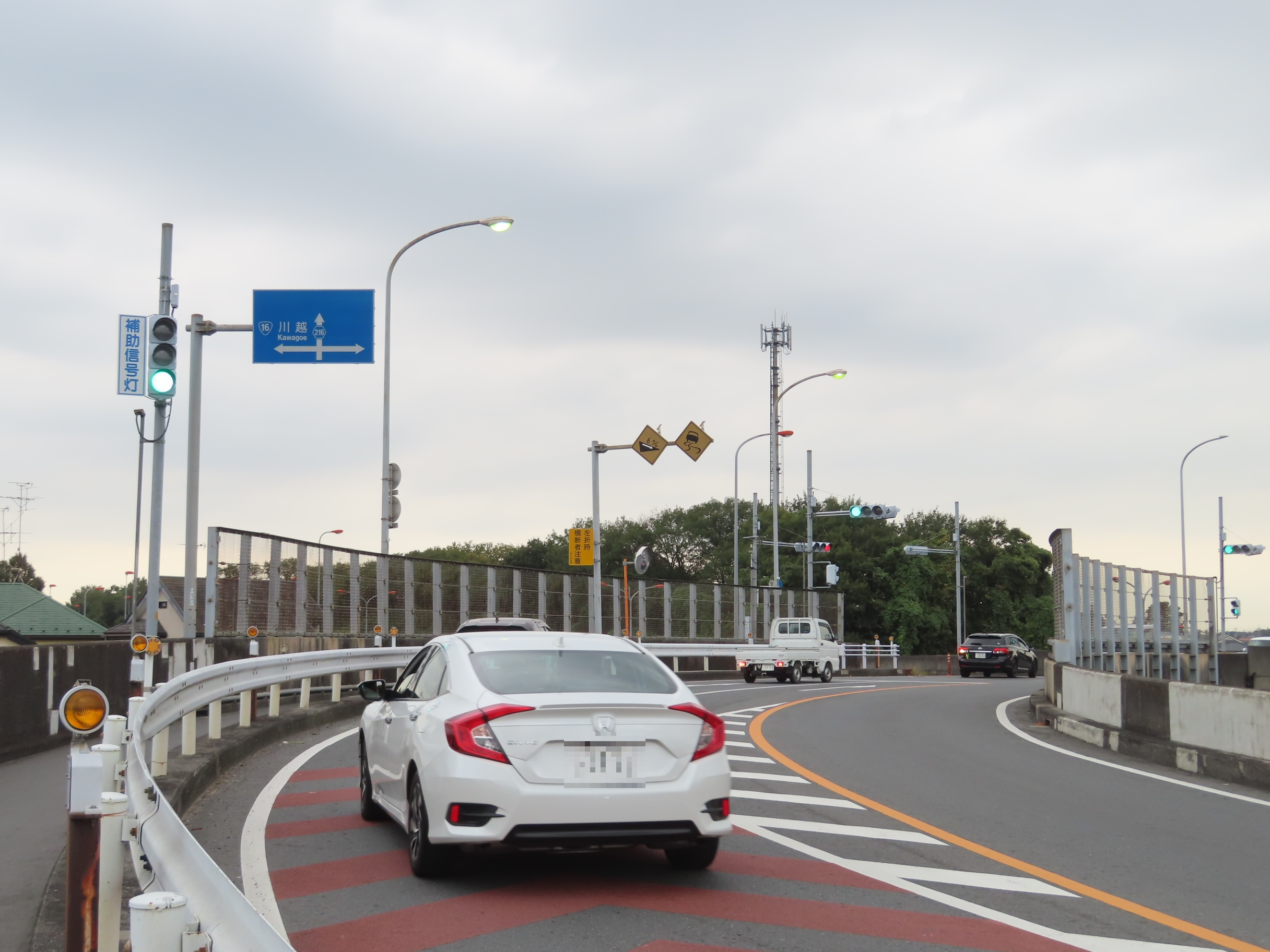
埼玉県道216号から